# Thomas Hauser (narciarz)
Thomas Hauser (ur. 27 października 1953 w Zell am Ziller) – austriacki narciarz alpejski. Startował w gigancie na igrzyskach w Innsbrucku w 1976 r., ale nie ukończył zawodów. Nie startował na żadnych mistrzostwach świata. Najlepsze wyniki w Pucharze Świata osiągnął w sezonie 1974/1975, kiedy to zajął 16. miejsce w klasyfikacji generalnej, a w klasyfikacji giganta był siódmy.

## Sukcesy

### Puchar Świata

#### Miejsca w klasyfikacji generalnej
- 1972/1973 – 30.
- 1973/1974 – 24.
- 1974/1975 – 16.
- 1975/1976 – 19.

#### Miejsca na podium
1. Saalbach – 16 grudnia 1973 (gigant) – 2. miejsce